# 레이크 폰차트레인 코즈웨이

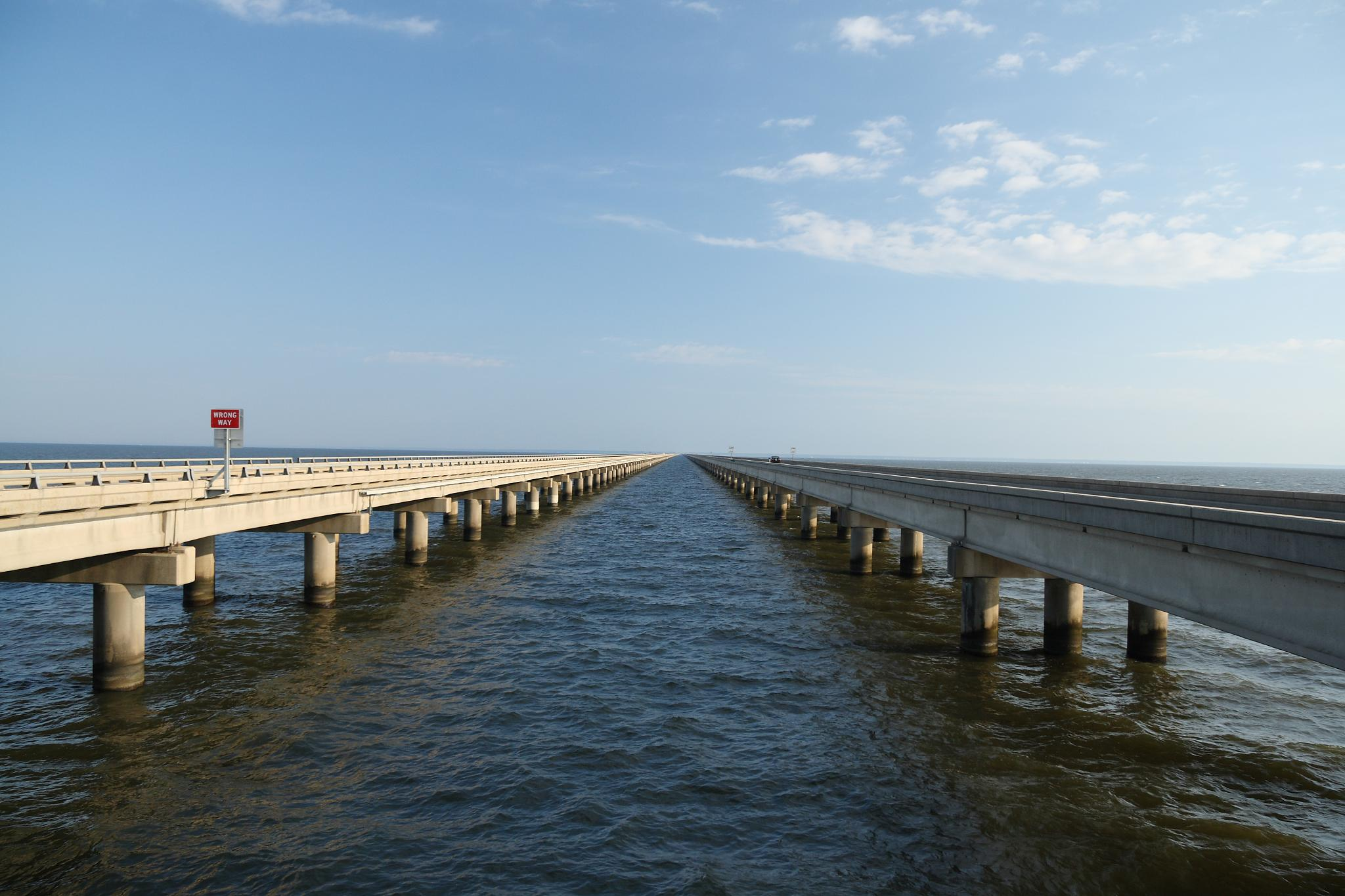
레이크 폰차트레인 코즈웨이

레이크 폰차트레인 코즈웨이(영어: Lake Pontchartrain Causeway)는 미국 루이지애나주 폰차트레인 호 위를 지나는 38.44km의 교량이다.

## 같이 보기
- 메가프로젝트
- 프리스트레스트 콘크리트